# 韦列布斯克农村居民点
韦列布斯克农村居民点（俄语：Веребское сельское поселение）是俄罗斯联邦布良斯克州布拉索沃区所属的一个农村居民点。其下辖有17个居民点，行政中心为韦列布斯克。据2015年统计，该农村居民点的人口为348人。